# Encantadora
La Encantadora es el alias principal que comparten dos personajes que aparecen en los cómics estadounidenses publicados por Marvel Comics. La primera de ellas es una poderosa hechicera con el nombre real de Amora; es una de las mayores enemigas de Thor. La segunda Encantadora es Sylvie Lushton, a quien Loki le dio grandes poderes místicos cuando la creó como una herramienta para el caos, se modela a sí misma a semejanza de la Encantadora original.
En la serie de televisión Loki, parte del Universo cinematográfico de Marvel, Sophia Di Martino interpreta a Sylvie, una variante femenina de Loki inspirada en la encarnación de Sylvie Lushton de Encantadora.

## Historial de publicación
La primera aparición de Amora en el Universo Marvel tuvo lugar en Journey into Mystery # 103 (abril de 1964), donde intentó y no logró seducir a Thor lejos de Jane Foster.
La segunda Encantadora, Sylvie, apareció por primera vez en Dark Reign: Young Avengers # 1 (julio de 2009), donde se enfrentó a los Jóvenes Vengadores.

## Historia

### Amora
La familia de la Encantadora es desconocida, aunque se sabe que nació en Asgard y tiene una hermana llamada Lorelei. Amora comenzó a aprender magia como aprendiz de Karnilla, la Reina Norn, pero finalmente fue desterrada. Continuó aprendiendo magia por sí misma, sobre todo seduciendo a otros bien versados en magia y aprendiendo sus secretos. Con el tiempo, Amora se convirtió en una de las portadoras de magia más poderosas en Asgard, con su arsenal mágico centrado en (pero no limitado a) gente encantadora y que controla la mente. Su belleza por entonces bien conocida no obstaculizó en esto.
En su primera aparición, ella es enviada por Odín para eliminar el interés amoroso humano de Thor, a quien Odín ve como una distracción. Ella también espera tener el dios del trueno para ella. Ella es asistida por un poderoso secuaz - Skurge, el Verdugo. El Verdugo amaba a la Encantadora, y ella lo encadena con sus artimañas femeninas, usándolo como su músculo. Ella ayuda a Loki tratando de seducir a Thor en su identidad de Don Blake y enviando al Verdugo a matar a Jane Foster, pero aunque el Verdugo atrapa a Foster en otra dimensión, Thor puede devolverla dándole a Skurge su martillo. Cuando la Encantadora, enojada con Skurge al regresar con Jane, comienza a convertir a Skurge en un árbol, Skurge libera a Thor del pacto a cambio de su ayuda. Amora luego intenta cambiar el martillo de Thor en una serpiente siseante, pero es inmune a su magia.Thor luego los transporta a Asgard.
Encantadora y Skurge fueron desterrados de Asgard a la Tierra por Odín. Se unieron al primer Barón Zemo para fundar los Amos del Mal y enfrentarse a los Vengadores, un equipo de superhéroes al que se había unido Thor. Encantadora hipnotiza a Thor para que ataque a los otros Vengadores con sus propios hechizos y un brebaje especial, haciéndolo creer que son enemigos de la humanidad, pero Iron Man lo despierta de su trance al reflejar la luz del sol en sus ojos. Thor envía a los Amos a otra dimensión a través de una distorsión espacial, pero dos problemas después, la Encantadora usa un hechizo para enviarlos de vuelta a la Tierra. Ella recluta a Hombre Maravilla en los Amos del Mal después de pagar su fianza. Ella también se encuentra con Immortus, quien ayuda a Zemo a atacar a los Vengadores. Cuando este intento falla, ella retrocede el tiempo para evitar que ocurra, aunque los Amos conservan sus recuerdos de este evento. Cuando Immortus comienza a contactar a los Amos, la Encantadora evita que esto suceda. Luego se une al asalto final de los Maestros del Mal contra los Vengadores y saca al Caballero Negro y Melter de la cárcel. Ella logra escapar al final con el Verdugo cuando los otros dos son transportados a otra dimensión donde sus armas se recuperan debido a diferentes leyes científicas. Como miembro de los Maestros del Mal, la Encantadora (y el Verdugo) se enfrentan repetidamente a los Vengadores. Ella está especialmente afrentada por los intentos de la Bruja Escarlata, un mortal, para subvertir sus hechizos divinos, aunque en ocasiones es genuinamente desafiada por los dones mutantes de la Bruja Escarlata.
Con el Verdugo, ella amenaza a Jane Foster nuevamente por orden de Loki.
La Encantadora también es notable porque le ha dado a otros superhumanos sus poderes. Por ejemplo, ella utilizó el equipo del difunto Zemo para hacer que un secuaz suyo, Erik Josten, se convirtiera en el Power Man original, que la ayuda a combatir a los Vengadores. Sus ilusiones y trampas vuelven a la ciudad contra los Vengadores, forzándolos a disolverse y haciendo que Power Man parezca un héroe. El Capitán América, disfrazado, corrige esto obteniendo una confesión grabada de Encantadora y Power Man. Power Man es capaz de derrotarlo, pero la hechicera es noqueada por el gas de la flecha de Hawkeye. Al darse cuenta de que la cinta está en camino hacia la policía, la Hechicera usó sus hechizos para teletransportarse. (Josten más tarde se conoce mejor como Atlas de los Thunderbolts.) La Encantadora luego es reclutada por el Mandarín, junto con el Verdugo, Espadachín, Power Man y Láser Viviente para su plan de dominación mundial. Con el Verdugo, ella atacó el subcontinente asiático con un ejército de troles, pero fueron derrotados por Hércules y la Bruja Escarlata.
Amora se hace pasar por la Valquiria y forma a las Damas Libertadoras, que luchan contra los Vengadores masculinos. Ella engaña a Arkon para luchar contra los Vengadores. Amora también usa su magia para convertir a Samantha Parrington y luego a Barbara Norris en la Valquiria. Con el Verdugo, ella lucha contra los Defensores y la Cosa.
Con el Verdugo, Amora intenta conquistar a Asgard con un ejército de troles. Ella también sirvió como teniente de Loki en su breve gobierno de Asgard.
Durante las "Guerras Secretas", ella es colocada del lado de los villanos, pero rechaza la idea de pelear un juego de gladiadores para la diversión de un ser superior. En su lugar, le propone a Thor que los dos simplemente unan fuerzas, dejen atrás a los héroes y villanos y vuelvan a casa con Asgard.
La Encantadora se unió a los dioses y héroes asgardianos en la batalla final contra Surtur del mundo. Establece que está motivada por un interés propio ilustrado: Surtur busca acabar con el mundo, en cuyo caso Amora perecería.
Poco después de la Guerra de Surtur, Thor lleva a varios héroes asgardianos a Hel, el reino de la diosa de la muerte, Hela. El Ejecutor le pide a Thor que le permita unirse a la expedición por razones que no revela de inmediato. En verdad, había visto a la Encantadora dallying con Heimdall, y, desconsolada, Skurge desea perderse en una causa noble, como rescatar a las almas perdidas de Hela. Las fuerzas de Thor cumplen su misión, pero necesitan que un hombre proteja su retirada de Hel sosteniendo el puente Gjallerbru. El Verdugo, sabiendo que no había más Amora para él, elige ser ese hombre, dando su vida para que los otros puedan huir. Cuando Amora escucha las noticias, para sorpresa de todos, se siente verdaderamente afligida.
Después de la muerte de Skurge, Amora continúa con su rutina regular, ayudando a Asgard ocasionalmente, oponiéndose ocasionalmente a ella. Ella ayuda a Asgard contra las malvadas legiones del dios egipcio Seth.
Lorelei más tarde perece ya que Amora se negó a dar su vida por la de su hermana. El difunto Skurge (en Valhalla) rechaza a la Encantadora, y Amora continúa empoderando al terrestre Brute Benhurst para que sea un nuevo Ejecutor de corta duración para que sirva como su subordinado en lugar de Skurge. Amora se enoja con el Vengador Hombre Maravilla y ayuda a Thor y los Tres Guerreros en su búsqueda para devolver a Odín al trono de Asgard. Durante este tiempo, se explora una atracción entre Amora y el guardián de Asgard, Heimdall. Amora incluso lucha contra la poderosa entidad Pesadilla en nombre de ambos, ya que Heimdall no pudo protegerse en ese momento. Ella finalmente rechaza a Heimdall cuando se da cuenta de que él desea casarse y ella no.
En Acts of Vengeance, Amora y Skurge unen sus fuerzas y atacan al Doctor Strange, solo para ser superado por Clea cuando vuela en su ayuda.
Más tarde, Thor ha sido rechazado por su padre Odín, exiliado a la Tierra y sin poder. En este estado vulnerable, Thor termina formando un enlace voluntario con Amora, con los dos viviendo en un loft en la ciudad de Nueva York como amantes. Este statu quo permanecerá hasta que Thor desaparezca durante Heroes Reborn y se presuma muerto.
Durante el Ragnarök, Amora está presente con las otras deidades y enanos asgardianos cuando Eitri y sus hermanos están sellados en una tumba que habían tallado debido al moho de Mjolnir que los destruyó, aunque sea por accidente. Cuando la forja de nuevos Mjolnirs de Surtur crea un caos, Thor intenta volar a los cielos para discernir la fuente, pero al instante es golpeado por una explosión de un duplicado de Mjolnir de los de Loki; Amora es asesinada por la misma explosión, una de las primeras víctimas de Loki durante este evento. Ni su magia ni su durabilidad inherente son capaces de protegerla. Heimdall cae poco después; Amora no se ve de nuevo, excepto, aparentemente, en uno de los reinos de la muerte, incapaz de usar su magia para ayudar a su amante de una vez.
Un día Odín desterró a los dioses en la tierra y les quitó sus poderes. Durante ese tiempo, la Encantadora logró por fin ser la pareja de Thor. Finalmente los dioses recuperaron sus poderes, y la Encantadora siguió siendo pareja de Thor hasta su aparente muerte combatiendo a Onslaught.
Después de Ragnarök, cuando Thor, Asgard y los otros asgardianos regresan, Thor es manipulado por Loki para despertar inadvertidamente a algunos de los enemigos de Thor, entre ellos a Amora, aunque cuando fue vista por última vez, ella es la víctima, cayendo de las manos de Loki y llorada por Thor. y los otros asgardianos. Ella no regresa a Asgard, sino que va a atacar al árbol del mundo, Yggdrasil, para resucitar a Skurge y liberarlo de Valhalla. Amora finalmente se ve frustrada después de que Thor, Loki y Balder la convencen de que está deshonrando su memoria con sus acciones.
Ella regresó después de la resurrección de Thor, con Donald Blake, amargado por su separación de Thor y su pasado inexistente, ofreciéndole a la Hechicera su alma si ella puede convertirlo en un dios nuevamente. El dios resultante es una abominación torcida, con Thor derrotando a la Encantadora y su nuevo dios antes de expulsarlos de Asgard, dejando a Blake - reducido a una cabeza viva después de que su cuerpo fue consumido para crear al dios - conectado a una serie de sueños -Hacer criaturas para hacerle soñar que está viviendo una vida plena.
Después de esto, Amora fue derrotada por Thor y desterrada al bosque en Noruega. Estaba atrapada en una barrera de Odinforce y despojada de sus poderes. Lady Deathstrike y Typhoid Mary se encontraban en una búsqueda para encontrar Arkea, un inteligente microorganismo gestalt capaz de controlar máquinas y personas. Encontraron a Amora y se ofrecieron a ayudarla a recuperar sus poderes. A cambio, fundaron una nueva hermandad para luchar contra los X-Men, que estaban cazando Arkea y Lady Deathstrike. Arkea hackeó el hechizo Odinforce y restauró los poderes completos de Amora. A cambio de esto, Amora restauró la forma física de la inmortal bruja mutante, Selene, y ayudó a Arkea a resucitar a Madelyne Pryor. Antes de que la Hermandad pudiera agregar más miembros, los X-Men atacaron y mataron a Arkea. Amora fue emboscada por el X-Man M, quien la derrotó en un ataque sorpresa. Sin embargo, Madelyne Pryor juró continuar con la Hermandad, que actualmente tiene como miembros a Madelyne, Selene, Lady Deathstrike, Amora y Typhoid Mary.
Durante la historia de AXIS, aparece como un miembro del grupo supervillano sin nombre de Magneto durante la lucha contra las formas de Red Skull, Red Onslaught. Después de que los héroes y villanos presentes en la batalla experimentaron una inversión moral debido al intento de la Bruja Escarlata y el Doctor Doom de sacar a relucir al Xavier en Onslaught, Magneto recluta a la Hechicera como uno de sus nuevos 'Vengadores 'para detener a los ahora villanos Vengadores y X-Men.
Siguiendo la trama de Secret Wars, se ha convertido en miembro del Consejo Oscuro de Malekith el Maldito. A través de un hechizo, toma el control de la reina de los Elfos Claros, lo que permite su matrimonio con Malekith y la conquista de su reino.
Durante la historia de "La Guerra de los Reinos", la Hechicera acompaña a Malekith el Maldito en su invasión en Midgard. Ella y Kurse luchan contra Ghost Rider y She-Hulk hasta que Jane Foster golpea a Skidbladnir en Encantadora. En Uruguay, la Encantadora resucita a los muertos, pero Ghost Rider, Doctor Strange y Balder la protegen.

### Sylvie Lushton
Un miembro de los Jóvenes Maestros surge inspirándose en Amora, la Encantadora, y toma a su compañero Melter como su amante. Se revela que la nueva hechicera es una adolescente a quien Loki le había dado poderes para poder utilizarla en sus planes. Sin embargo, ella realmente cree que ella es una Asgardiana que había sido exiliada de Asgard y enviada a vivir a Nueva York donde se unió a los Jóvenes Maestros. Ella admite al primer equipo de Jóvenes Vengadores que ella es Sylvie Lushton de Broxton, Oklahoma, quien de repente obtuvo poderes mágicos. Sylvie parece tener poderes y habilidades similares a los de la Encantadora original, a pesar de parecer mucho más joven, y hablar con un ceceo notable. Sylvie tiene un fuerte deseo de convertirse en una joven vengativa e incluso utilizó su magia para cambiar las mentes de sus compañeros de equipo para que también la quisieran en el equipo.
Después de una serie de pruebas, Sylvie es inicialmente aceptada como una nueva incorporación a los Jóvenes Vengadores. Sin embargo, como un plan para acabar con el futuro de Sylvie con los Jóvenes Vengadores, sus compañeros de equipo Big Zero y Egghead descargan los resultados de un análisis que han realizado sobre ella en la mente cibernética de la Visión. El análisis verifica que Sylvie es una trampa involuntaria para los sistemas de defensa mágica de los Jóvenes Vengadores creados por Loki y Wiccan la tiene inmediatamente prohibida en el escondite de los Jóvenes Vengadores. Una Sylvie angustiada y confundida luego le pide a sus compañeros de equipo que la vengan, lo que finalmente resulta en un enfrentamiento entre los dos equipos y el equipo de Vengadores Oscuros de Norman Osborn. Durante el conflicto, Wiccan le revela que Loki le dio poderes mágicos. Sin embargo, afirma que el equipo todavía la quiere, pero que su apresurada prohibición fue solo para sacarla rápidamente de las instalaciones para que pudiera alterar las defensas mágicas para compensar las trampas de Loki. Convencida por Wiccan de que ser Vengador se trata de quién elige ser a pesar de los orígenes, ella, Escudo de Armas y Wiccan logran eliminar mágicamente a Sentry del campo de batalla y cambiar el curso de la lucha contra los Maestros Jóvenes y los Vengadores Oscuros. Melter solicita un escape rápido para que puedan tener más tiempo para decidir qué elegirán hacer, ya sea como superhéroes o supervillanos, y Sylvie cumple, teletransportando a los Jóvenes Maestros.
Encantadora finalmente regresa, esta vez al servicio de Jeremy Briggs. Ella intenta ayudar a Jeremy en su objetivo de despojar a los superhumanos de la Tierra de sus poderes, pero lo abandona después de ser herido por White Tiger. Más tarde lucha contra los Defensores Audaces como una ejecutiva contratada de Caroline le Fey, pero es derrotada.
En la serie Avengers Undercover, Encantadora estuvo con los Jóvenes Maestros cuando son vistos como miembros de Maestros del Mal del Consejo de Sombras donde los Jóvenes Maestros tienen su cuartel general en el Snakepit de Constrictor.
En el evento All-New, All-Different Marvel, Encantadora se une a Capucha con la encarnación de los Illuminati. Más tarde se reveló que la Encantadora actual del nuevo miembro Illuminati es en realidad Sylvie con la supuesta "Encantadora".

## Poderes y habilidades
La Encantadora es un miembro de la raza de superhumanos conocidos como Asgardianos, y como tal posee fuerza sobrehumana, velocidad, resistencia y durabilidad, pero prefiere evitar los conflictos físicos. Posee una capacidad innata para manipular la energía mágica ambiente, perfeccionada a través de la práctica para una variedad de efectos, que incluyen proyectar rayos mágicos de poder, teleportación interdimensional de múltiples asgardianos y no asgardianos, escudos protectores de energía, ilusiones, levitación, conjuración, transmutación (incluso de Asgardianos), telequinesia, paralización del tiempo, cambio de mente y control mental.
Ha usado su hechicería para realzar su belleza natural y encanto, y para encantar sus labios para que besando a cualquier hombre pueda convertirlo en su esclavo durante una semana. También puede usar su magia para sanar cualquiera de sus heridas rápidamente, y posee sentidos místicos limitados. Es capaz de absorber la fuerza vital de un oponente para aumentar temporalmente sus propios poderes.
Una ausencia prolongada de Asgard tiende a disminuir sus poderes aunque nunca se desvanezcan por completo. La Encantadora ha sido descrita como una de las hechiceras más poderosas de Asgard, solo superada por Karnilla, aunque todas sus confrontaciones directas han terminado en empate hasta que las interrumpen. Sin embargo, la hermana de Amora, Lorelei, también fue mejorada más allá de sus propias habilidades. La Encantadora tiene un intelecto dotado y posee un amplio conocimiento de las artes místicas y amatorias de Asgard. En ocasiones, la hechicera emplea varios artefactos místicos, pociones y objetos poderosos, como la gema cristalina en la que atrapó el alma de Brunhilda Valquiria y la poción que usó para aumentar su poder hipnótico sobre Thor en Avengers # 7. Se ha demostrado que Hechicera no puede acceder a sus hechizos cuando tiene las manos atadas y su boca está amordazada.
Inicialmente, sin que ella lo supiera, Loki le otorgó los poderes de Encantadora II. Wiccan afirma que ella puede que no entienda completamente cómo de poderosa es realmente. Sus poderes y habilidades parecen similares a los de la Encantadora original. Es capaz de teletransportar a muchas personas al instante, mantener una fortaleza secreta con su magia y transformar objetos y personas en lo que ella desee, como convertir a varios secuaces en ranas. También demostró poder suficiente para detener tanto a los Jóvenes Vengadores como a los Jóvenes Maestros durante su batalla y separarlos.

## Otras versiones

### Heroes Reborn
Una versión alternativa de Amora la Encantadora aparece en el universo Heroes Reborn. Se acerca a la Bruja Escarlata con la revelación de que ella era su hija. Esto fue una estratagema ya que ella quería usar a Wanda en los planes de Loki para derrotar a los Vengadores.

### Marvel Zombies
Un Tierra-2149 Amora la Encantadora se convierte en un zombi en Marvel Zombies vs. The Army of Darkness como parte de la miniserie de Marvel Zombies. Está encarcelada en el castillo del Dr. Doom para que no contamine a las personas. Enmascara su verdadera apariencia decaída con magia y se describe a sí misma como una no zombi para atraer la atención de Ash y así poder ser liberada. Tras su liberación, ella infecta a Dazzler -quien estaba tratando de mostrarle a Ash lo que estaba sucediendo- mordiéndose el dedo. El Doctor Doom, entendiendo que Dazzler y Encantadora estaban más allá de toda esperanza, los mata a los dos.

### Viejo Logan
En las páginas de Viejo Logan, un flashback del anciano Logan mostró que Hechicera estaba entre los villanos que se unieron para tomar el control del mundo. Cuando estaba en Manhattan, Encantadora luchó contra She-Hulk, Daredevil y Caballero Luna. Después de que Punisher mató a Electro, la Encantadora lanza un hechizo que hace que los sonidos se amplifiquen lo suficiente para que los sentidos de Daredevil se sobrecarguen lo suficiente como para que su cabeza explote.

### Regla de Thor
En un futuro alternativo donde Thor conquista la Tierra aparentemente por su propio bien, Amora la Encantadora se casa con Thor y producen un niño llamado Magni. Esta Encantadora y todo el futuro se neutralizan cuando Thor se da cuenta de que ha estado actuando sin honor y viaja en el tiempo para advertir a su pasado.

### Ultimate Marvel
En el universo de Ultimate Marvel, Amora apareció en New Ultimates # 2 ayudando a Loki y un equipo de Asgardianos que intentaron derribar a los New Ultimates. Al parecer, tiene el poder de la persuasión para hacer que la gente haga lo que quiera. Ella convence a Valkyrie, Carol Danvers y Zarda de traicionar a los Ultimates. Ellos ganan la lucha contra ellos, pero más tarde los Ultimate restantes vuelven a luchar contra ellos nuevamente. Se las arreglan para liberarlos del hechizo de Amora haciendo que Hawkeye dispare una flecha en Amora, casi matándola y rompiendo su concentración en el hechizo. Amora estaba enojada con Loki por ponerla en esa posición y decidió irse. Antes de irse, ella le advirtió que ahora que Valkyrie murió durante la pelea, Thor se vengaría de él.

## En otros medios

### Televisión
- Amora, la Encantadora, aparece en los segmentos Capitán América y Thor de The Marvel Super Heroes., con la voz de Peg Dixon.
- la Encantadora aparece en la serie animada de The Super Hero Squad Show, con la voz de Grey DeLisle. En el episodio "Noche en el Santoru", ella usa su magia para que el helitransporte se estrelle, causando que el escuadrón de super héroes busque otro lugar donde dormir hasta que sea reparado, sin embargo cada intento de buscar un sitio donde dormír, ella usa su magia para estropearlo. Su plan es que el escuadrón se agoté de sueño para atacarlos. Ella convoca una ilusiones de simios que lanzan frutas explosivas para atacar la ciudad, pero son destruidos gracias a Iron Man, por lo que ella decide atacarlos en persona hasta que el Doctor Strange aparece y la delata de haber sido la responsable de estrellar el Helitransporte (ya que todos culpaban a Falcón de haberlo estrellado), Doctor Strange junto al escuadrón la derrotan pero ella promete que volverá más fuerte.[47]
- Amora, la Encantadora aparece en la primera temporada de The Avengers: Earth's Mightiest Heroes, con la voz de Kari Wahlgren.[48] Ella está trabajando para Loki y reúne a los Maestros del Mal con Heinrich Zemo para enfrentarse a los Vengadores. Ella también aparece en el episodio "La Directriz de Ultron", salvó a Thor de la muerte a manos de Ultron. Ella lo engaña en lanzando hechizos sobre él para que no se iría y ayudará a los Vengadores, hasta entonces. En el episodio "Acto de Venganza", después de la traición de Zemo, Encantadora busca vengarse de su antiguo grupo. Después de que el Hombre Maravilla y Encantadora desaparecen debido a la Piedra Norn, Encantadora cae bajo el control del demonio fuego Surtur.
- Amora, la Encantadora aparece en Avengers: Secret Wars, con la voz de Fryda Wolff.[49] En el episodio de dos partes "No Más Vengadores", ella aparece como miembro de la segunda encarnación de la Camarilla, que también consta de Líder, Arnim Zola, Skurge y Kang el Conquistador en el momento cuando el Líder utiliza el prototipo del reactor ARK robado y Vibranium del consulado de Wakanda para construir el expansor estático que congela a los Vengadores en su lugar. Después de que Skurge fue derrotado por el equipo de Pantera Negra, Encantadora lo cura y devuelve el Vibranium robado que Pantera Negra recuperaba. Cuando el Líder es derrotado por el grupo de Pantera Negra, Encantadora y Arnim Zola son los que dicen al Líder que no es el "verdadero líder" de la Camarilla. Antes de que la Camarilla se sale, activan la anulación en el Expansor estático que dispersa a Los Vengadores en cautividad a través del tiempo y el espacio. En el episodio, "Bajo el Hechizo de la Encantadora", se revela que la Encantadora había lavado el cerebro a Thor como guardaespaldas de su helado asteroide. Thor finalmente se libera de su hechizo de lavado de cerebro gracias a la Capitána Marvel y Ms. Marvel, quienes fueron a buscar a Thor y al final, Encantadora logra escapar, al decirles que algo está por llegar en la Tierra. En el episodio, "Mundo Subterráneo", Encantadora se hace pasar por una mujer terrestre llamada Elsa, manipula la búsqueda de los Vengadores por el puente Bifrost desplazado. Mientras Iron Man, Thor, Hulk y Loki luchan contra criaturas deslizantes que operan principalmente en una niebla extraña, Encantadora trata de usar un dispositivo interdimensionado para escapar de Battleworld antes de ser aparentemente destruida por la trampa de Beyonder.
- Sophia Di Martino interpreta a Sylvie, una variante femenina de Loki, en la serie de Marvel Cinematic Universe / Disney+, Loki. Si bien Sylvie se inspiró en la encarnación de Sylvie Lushton de Encantadora y Lady Loki, es un personaje diferente con una historia de fondo diferente a la de ambos.[50][51]

### Películas animadas
- Amora, la Encantadora aparece en la película, Hulk vs. Thor. Enojado con Thor por rechazarla en favor de Sif, la Hechicera ayuda a Loki en su plan para derrotar a Thor y matar a Odín. Sin embargo, ella cede y salva la vida de Thor, antes de ayudar en la lucha contra Hulk. Cuando resulta que la planificación miope de Loki los ha condenado a todos, ella señala que Hela había reclamado el alma de Bruce Banner porque el Dios de Travesuras lo mató por accidente cuando intentaba silenciarlo. Ella es referida por su nombre de pila Amora, en lugar de Encantadora.
- Amora, la Encantadora también aparece en la nueva película, Thor, Historias de Asgard, en su versión adolescente. Se le muestra enseñando a Loki, su aprendiz, un nuevo hechizo, coqueteando con él y atrayéndolo con un beso que casi sucede hasta que Thor interrumpe y la deja ir para que él y Loki puedan tener una charla privada.

### Videojuegos
- Amora, la Encantadora, aparece como jefe en Marvel: Ultimate Alliance, interpretada por Gabrielle Carteris. Ella es vista como teniente en los Amos del Mal del Doctor Doom.
- Aparece como un personaje villano en Marvel Super Hero Squad Online, con la voz de Grey DeLisle.
- Se presenta como un jefe y más tarde como un personaje jugable en el juego de Facebook Marvel: Avengers Alliance.
- Una versión adolescente de Amora aparece en el juego móvil Marvel Avengers Academy.
- Aparece como jefa y personaje jugable en Marvel Future Fight de Netmarble.
- Aparece como un personaje jugable en el paquete de Maestros del Mal DLC para Lego Marvel Vengadores.
- Aparece como carta jugable en el juego de cartas Marvel Snap
- Amora aparece como personaje jugable en Marvel Contest of Champions.